# Theophilus North oder Ein Heiliger wider Willen
Theophilus North oder Ein Heiliger wider Willen (OT.: Theophilus North) ist der Titel des letzten, 1973 publizierten Romans Thornton Wilders. Erzählt werden die Erlebnisse des philanthropischen Lehrers Theophilus North während seines Sommer-Aufenthalts 1926 im Ferienort Newport auf Rhode Island. Die deutsche Übersetzung von Hans Sahl erschien 1974.

## Inhalt

### Überblick
Theophilus North hat im Frühling 1926 seine Stelle als Lehrer an einer Privatschule in New Jersey gekündigt, um sich nach viereinhalb Jahren von seiner Erschöpfung auf einer Reise zu erholen. Der gebildete, sprachbegabte 29-Jährige will den „Geist des Spiels […] des kindlichen Spiels, das nichts als Phantasie, nichts als Improvisation ist“, und der den „Zynismus hinweg[fegt]“, wiederfinden. „Darüber hinaus erwacht[-] in [ihm] eine neue Bereitschaft zum Abenteuer, zum Risiko, das Verlangen, [s]ich in das Leben anderer einzumischen, Spaß an der Gefahr zu haben“. Auf Rhode Island beschließt er, in seiner guten Erinnerung an seine sieben Dienstjahre bei der Küstenartillerie, einige Zeit in der Stadt Newport zu bleiben. Im Lauf des Sommers radelt er durch die neun Stadtteile mit ihren verschiedenen sozialen Milieus. Anfangs hält er sich vor allem im fünften und sechsten Bezirk auf: in der exklusiven Sphäre der sehr Reichen, die hier mit einer Schar von Bediensteten ihre Sommerferien verbringen, und der Welt der bescheidenen Mittelklasse. Seinen Lebensunterhalt verdient er als Tennislehrer für Kinder in einem Club, durch privaten Sprachunterricht und durch Vorlesen von Romanen und gebildete Unterhaltungen mit seinen wohlhabenden Auftraggebern. Seine „Türöffner“ in die Gesellschaft sind der Direktor des Tennis-Clubs William (Bill) Wentworth und der Herrschaftsdiener Henry Simmons, dessen Verlobte er von früher kennt (14. Kap. Edweena). Henry führt ihn in Amelia Cranstons gediegene Pension ein und bringt ihn auf die Idee, interessante und teils abenteuerliche Aufträge zu übernehmen, die seinen Ambitionen entsprechen (1. Kap. Die neun Ambitionen): Anthropologe, Archäologe, Detektiv, Schauspieler, Zauberer, Liebhaber, Schurke und freier Mann. Bald tritt Theophilus in diesen Rollen auf, einmal als Detektiv, der eine Dokumenten- und Autographen-Fälscherbande aus der Stadt vertreibt und den von ihr erpressten Kalligraphen Elbert Hughes befreit (7. Kap. Bei Mrs. Keefe). Die meisten Fälle spielen in der von ihm satirisch geschilderten glitzernden Millionärsgesellschaft, deren verborgene Schattenseiten er entdeckt. Er therapiert seine Klienten durch sein psychologisches Einfühlvermögen, durch gebildete Konversationen mit den „unwahrscheinlichsten Erfindungen“ und phantasievolle Aktionen. So hilft er ihnen, ihre Angststörungen und Konfliktsituationen aufzulösen, z. B. trickst er seine Gegenspieler mit seiner höflichen gesellschaftlich konformen Maske aus, befreit seine unglücklichen und entmündigten Patienten aus Abhängigkeiten und altersbedingten „Spinnennetzen“ oder bewahrt sie vor unpassenden Partnerschaften. Als Methode nutzt er, neben seiner persönlichen Zuwendung, die „von den Musen inspirierten Werke“ der Literatur, Kunst und Musik als „Schule der Neigungen, der Leidenschaften und der Selbsterkenntnis“ und setzt manchmal eigene Erfindungen ein: „[I]ch muss selbst entscheiden können, wieviel Wahrheit ich sagen will. Wahrheit kann ebensoviel Unheil anrichten wie Lüge.“ In jedem Fall ist sein Ziel die Übertragung der „eigene[n] Liebe zum Leben“ oder des „Glauben[s] an das Leben“ auf andere, um „die Drachen“ zu verscheuchen: „Verzweiflung akzeptiert nur allzu bereit die erahnten Übel, Hoffnung ist eine Energie, die den Geist aufstachelt, jede Möglichkeit eines Kampfes zu entdecken.“
Am Ende des Sommers reist Theophilus ab. Angebote als psychologischer Berater eines Gehirnchirurgen und als Mitarbeiter Bosworths in dessen Akademie lehnt er ab. Er möchte ein freier Mann bleiben und nicht in die Cliquenwirtschaft der Oberschicht hineingezogen werden, zumal er mit den Angestellten und Dienstboten sympathisiert, denen er kostenlos geholfen hat. Am Abend, als er die Stadt verlässt, veranstalten seine Freunde nach dem Vorbild des Wiener Fiakerballs einen Dienstbotenball.
In einzelnen Kapiteln erzählt Theophilus North seine von ihm gelösten Fälle:

### Beziehungsprobleme
Diana Bells, eine exzentrische und eigenwillige Millionärstochter, verlässt heimlich ihr Elternhaus, um mit ihrem Geliebten, dem Sportlehrer Hilary Jones, zusammenzuleben (3. Kap. Diana Bell). Die Eltern befürchten einen Publicity- und Zeitungsrummel. North überzeugt die beiden, dass weder ihre Charaktere noch ihre Lebensvorstellungen zusammenpassen und Jones kehrt zu seiner geschiedenen Frau Rachele und seiner vierjährigen Tochter Linda zurück.
Der berühmte Weltkrieg-Pilot Nicholas (Rip) Vanwinkl wird von seiner reichen, aber knauserigen Frau bevormundet und streng kontrolliert (6. Kap. Rip). In der Nutzung eines Versteck-Spiels, als sie in der Verkleidung ihrer Haushälterin hinter ihrem Mann her spioniert, hält Theophilus ihr ihre kleinliche Haushaltsführung und Tyrannei vor und redet ihr ins Gewissen, ihrem Mann mehr Freiheiten zu lassen.
George Granberry, ein 35-jähriger Millionär ohne sinnvolle Beschäftigung, hat während der Schwangerschaft seiner Frau Myra eine Affäre mit Mademoiselle Desmoulins (9. Kap. Myra). Dem zur Unterhaltung der unglücklichen Myra als Vorleser engagierten North gelingt es, sie durch seine Zuwendung und dialogisiertes Vorlesen von Shakespeare-Dramen für die Kunst zu interessieren, ihr Selbstbewusstsein zu wecken und die Beziehungskrise der Ehepartner zu lösen.
In einem italienischen Lokal kommt North mit Alice, der Frau eines oft monatelang abwesenden Marinesoldaten, ins Gespräch (11. Kap. Alice). Sie wünscht sich ein Kind, das ihr über die lange Einsamkeit hinweghelfen kann, doch ihr Mann ist offenbar zeugungsunfähig. Da ihr North sympathisch und verschwiegen erscheint, bittet sie ihn als Samenspender auszuhelfen. Dieser erfüllt ihren Wunsch und beruhigt ihr schlechtes Gewissen über ihre einmalige Sünde.

### Angststörungen
Der 16-jährige Charles Fenwick hat Pubertätsprobleme, die er hinter der Maske eines Snobs verbirgt (8. Kap. Die Fenwicks). North integriert in seinen Französisch-Unterricht geschickt verdrängte gesellschaftliche Tabuthemen und spielt mit seinem Schüler und seiner Schwester Eloise kleine Szenen, z. B. Unterhaltungen mit Pariser Straßenprostituierten, und lockert dadurch seine kommunikativen Hemmungen.
Benjamin (Mino) Matera hat als Kind bei einem Unfall beide Füße verloren (10. Kap. Mino). Er zieht sich deshalb aus dem gesellschaftlichen Leben zurück, konzentriert sich ganz auf die Entwicklung seiner intellektuellen Fähigkeiten und verdient etwas Geld durch Erfindungen. North spricht mit ihm über die vielen Soldaten, die trotz einer Amputation Familien haben, von berühmten Männer mit einem Handicap, z. B. Byron oder Ödipus, und überredet ihn, zur Behandlung seiner Minderwertigkeitskomplexe Frauen gegenüber an Lokalbesuchen mit Freundinnen seiner Schwester Rosa teilzunehmen. Eine der Frauen ist die junge Kriegerwitwe Agnese Avonzino, die sich immer wieder zwanghaft den Erstickungstod ihres Mannes in einem U-Boot vorstellt. North kann sie von ihren Angst-Vorstellungen befreien, so dass sie sich wieder an ihrem kleinen Sohn Johnny O’Brian und ihrer Umwelt erfreuen kann.
James McHenry Bosworths Kinder haben mit Hilfe ihres Arztes ihrem Vater Krankheiten suggeriert und ihn faktisch entmündigt und die Verfügungsgewalt über sein großes Vermögen erlangt (5. Kap. Neun Giebel). Geschickt unterläuft North den Überwachungsapparat der Tochter Sarah und stärkt durch Lektüre und Gespräche das Selbstvertrauen und den Lebenswillen des alten Mannes, so dass er wieder sein Leben selbst bestimmen kann. Um North aus dem Haus zu vertreiben, versuchen seine Gegner, ihm den Diebstahl wertvoller Erstdrucke in die Schuhe zu schieben, doch Bosworths Enkelin Persis informiert Theophilus über den Anschlag und nimmt vorsorglich die Bücher aus der Bibliothek.

### Gerüchte und gesellschaftlich-konventionelle Fesseln
Norina Wickoffs schöne Villa im Palladio-Stil gilt alten unbegründeten Gerüchten zufolge als „Spukhaus“ und die Bediensteten weigern sich, in dem Haus zu übernachten. Da Aberglaube schwer argumentativ aufzulösen ist, entschließt sich North, die schwarze mit weißer Magie zu bekämpfen. Er übergibt der als „Schmierantin“ bekannten Klatsch-Journalistin Flora Deland zum großen Teil erfundenes Material und sie preist in drei Zeitungsartikeln die klassische Schönheit, das gesunde Wohnklima, die für Konzerte geeignete perfekte Akustik der Villa, in der zudem Schwester Colomba Kranke pflegte, an. Durch die Publikationen ändert sich das Image des Hauses und Mrs. Wyckoff kann es mit Musikaufführungen und Besichtigungen des imaginären Sterbezimmers Colombas vermarkten (4. Kap. Das Wykoff-Haus).
Die 17-jährige Elspeth Skeel, Tochter einer alten dänischen Grafenfamilie, leidet unter starken Kopfschmerzen und Angstträumen von einem engen Käfig (12. Kap. Der Hirschpark). Die Ärzte vermuten einen Gehirntumor und planen eine Operation. Elspeth und Mrs. Skeel setzen ihre Hoffnung auf das Gerücht von Norths „heilender Hand“, das in der Stadt kursiert. Dieser entdeckt als Ursache der Migräneanfälle das durch den Vater aufgebaute gesellschaftliche Erziehungskorsett. Das Milieu der herrschaftlichen Villa mit Hirschpark empfinden die Kinder als Gefängnis. Theophilus empfiehlt einen Aufenthalt des Mädchens bei ihrer Tante in der Natur der Adirondacks und überzeugt den Gehirnchirurgen von seiner psychologischen Deutung der Krankheit. Daraufhin dürfen Mutter und Tochter für längere Zeit in die Alpen reisen.
Baron Egon Bodo von Stams ist ein österreichischer Diplomat und durch seine familiären Verpflichtungen auf der Suche nach einer wohlhabenden Frau (13. Kap. Bodo und Persis). Persis Tennyson, die Enkelin des Millionärs Bosworth (5. Kap. Neun Giebel), wäre eine geeignete Gattin, zumal er in sie verliebt ist, aber sie begegnet ihm reserviert. Grund dafür sind Gerüchte über ihren ersten Ehemann Archer, der unter mysteriösen Umständen Selbstmord begangen haben soll, mit denen sie Stams nicht belasten will. North erfährt die wahren Umstände dieses Vorfalls. Archer war ein abenteuerlicher Spieler und verlor bei einem Russisch-Roulette-Spiel sein Leben. Die beteiligten Oberschicht-Familien verhinderten durch ihre „Cliquenwirtschaft“ mit der Presse, dass der Schieß-Unfall Archers bekannt wurde. Aber in der Öffentlichkeit entstanden Gerüchte und Spekulationen, ob Persis und ihr Sohn Frederick die Ursachen des Selbstmordes sein könnten. North besorgt sich die Polizeiprotokolle und macht die wahren Umstände des Todes in der Stadt bekannt. So steht Persis Ehe mit dem Baron nichts mehr im Weg. Am Ende des Romans eröffnen sie den von Norths Freunden organisierten Dienstbotenball.

## Form
Theophilus North erzählt auf der Grundlage seiner Tagebuchaufzeichnungen in 15 Kapiteln Episoden seiner ca. 50 Jahre zurückliegenden Erlebnisse mit unglücklichen Feriengästen und Einwohnern der Stadt. Die meisten Personen, außer dem Ich-Erzähler und seinen Freunden, sind Episodenfiguren und treten nur in den einzelnen Kapiteln auf.

## Autobiographische Bezüge
In einem Brief an einen Yale-Kommilitonen erklärt Wilder seine Idee, seinen bei der Geburt gestorbenen Zwillingsbruder als imaginären Protagonisten auftreten zu lassen: „Ich wurde als eineiiger Zwilling geboren; Er lebte eine Stunde; wenn er überlebt hätte, wäre sein Name Theophilus gewesen […] Ich habe seine Memoiren geschrieben.“
In diesem Zusammenhang übertrug der Autor seinem Bruder seine eigenen Lebensdaten. „Die Phantasie schöpft aus der Erinnerung. Erinnerung und Phantasie können gemeinsam einen Dienstbotenball inszenieren – oder ein Buch schreiben“.

## Rezeption
Die Literaturkritiker waren überwiegend der Meinung, dass Wilders letzter Roman, der ein kommerzieller Erfolg war und einundzwanzig Wochen lang auf der Bestseller-Liste stand, nicht als eine seiner ernsthafteren Arbeiten angesehen werden sollte. Einige Rezensionen beurteilen den Roman mit einer gewissen Ehrfurcht vor dem Lebenswerk des Autors. So schrieb Geoffrey Wagner, er bewundere das „sonnige Gemüt des Romans am Ende einer langen und bemerkenswerten Karriere“. Andere Kritiker vermissen die Qualitäten der früheren Arbeiten des Autors. So beschreibt „Das Village Literary Supplement“ den Roman als „durch und durch amüsant, aber […] zutiefst unbefriedigend“. Bemängelt werden Sentimentalität, eine flache Hauptfigur und thematische Abschweifungen.
Im Mittelpunkt der meisten Rezensionen steht der Unterhaltungswert. Wilder habe sich mühelos in populäre Archetypen eingefügt: „[S]eine Figuren existieren in einer angenehmen, verträumten Distanz“ […] und die Bedeutung? Nicht mehr und nicht weniger, so vermutet man, als der eines verschwundenen Sommertages. […] Eine sanfte, zarte Unterhaltung – mal sieht man sie als kunstvolle Rekonstruktion, mal als Genuss, aber ein wesentlicher Faktor bei der Bestimmung der Leserschaft wird ihr Wiedererkennungswert für diejenigen sein, die sich erinnern.
Der Kritiker Lincoln Konkle erklärt Wilders mangelndes literarisches Engagement mit seiner Absicht, „Spaß zu haben, das zu schreiben, was Graham Greene seine weniger ernsten Werke nannte – eine Unterhaltung“. Ebenso bewertet Granville Hicks den Roman als „außerordentlich unterhaltsam“ und nach der New York Times „müsste [man] ein Misanthrop sein, um dem Bann [der Geschichte] zu entkommen.“ Im Online-Artikel der Wilder-Society wird resümiert: „Angesichts des heroischen und manchmal phantastischen Charakters seiner Eskapaden hätte der Roman den Titel „Die Abenteuer des Theophilus North“ tragen und als TV-Serie laufen können. […] Obwohl seine Heldentaten in Newport manchmal eine tiefere Bedeutung andeuten, lesen sich die Episoden wie nostalgische Fantasie; Theophilus wird zu Wilders Held einer vergessenen Epoche: ein kühner Mann aus dem Mittleren Westen, der […] an sein Gefühl der persönlichen Bereicherung und der Pflicht gegenüber seinen Mitmenschen glaubt“. Über den Reiz solcher Geschichten für die Leser und Leserinnen erklärt Anatole Broyard: „Vielleicht brauchen auch Erwachsene Märchen.“
In ähnlicher Tendenz betonen deutschen Rezensionen die „innere Heiterkeit“ und Menschenfreundlichkeit in Wilders Roman: „Wilder, der Moralist, der Weise, der Lehrer der Nation“ habe seinen „heitersten, gewiss, vielleicht seinen erfolgreichsten“ Roman geschrieben. Das „allgemein Menschliche“ sei auch in diesem „außerordentlichen Buch“ Wilders Thema: „gescheit, voll Humor und Lebensweisheit“. Vor allem fessele „die Menschenliebe des Autors, seine Anteilnahme am gewöhnlichen Alltag des Lebens, genau so wie an seinen Tiefen und Untiefen“.

## Adaptionen

### Film
- Mr. North (Dt. Titel: Mr. North - Liebling der Götter). US-amerikanische Filmkomödie aus dem Jahr 1988. Regie: Danny Huston, Drehbuch: John Huston und James Costigan. Besetzung Anthony Edwards (Theophilus North), Robert Mitchum (James McHenry Bosworth), Lauren Bacall (Amelia Cranston), Harry Dean Stanton (Henry Simmons), Anjelica Huston (Persis Bosworth-Tennyson) u. a.

Im Film werden die Romanhandlung verkürzt und das Ende verändert: Theophilus wird von der Anklage, magische Fähigkeiten für Heilungen vorgetäuscht zu haben, freigesprochen, nimmt eine Führungsposition an einer von Bosworth gegründeten Bildungs- und Philosophieakademie an und beginnt eine Romanze mit dessen Enkelin Persis.

### Theater
- Theophilus North von Matthew Burnett[17] Burnett wählt einige Episoden aus Wilders Roman aus, z. B. Diana Bell und Hilary Jones (3. Kap.) Bosworth und Tochter Sarah (5. Kap.), Charles und Eloise Fenwick (8. Kap.), George und Myra Granberry (9. Kap), und baut sie in eine durchgehende Handlung ein.

Theophilus North. 2006/2007 Off-Broadway Keen Company New York. Regie: Carl Forsman. Darsteller: Giorgio Litt (Theophilus), Margaret Daly (Mrs. Cranston, Norths Mutter), Joe Delafield (Charles Fenwick, George Granberry) Brian Hutchison (Henry Simmons, Hilary Jones), Virginia Kull (Eloise Fenwick, Diana Bell), Geddeth Smith (Dr. Bosworth, Norths Vater) und Regan Thompson (Myra Granberry, Sarah Bosworth). New York Premiere 14. September 2006.
Westküstenpremiere im Lucie Stern Theatre in Palo Alto, 21. Juli 2007. TheatreWorks. Regie: Leslie Martinson. Darsteller: Mark Anderson Phillips (Theophilus North) u. a.

## Sekundärliteratur
- Christopher Buckley: Vorwort. In: Thornton Wilder: Theophilus North. HarperCollins, New York, 2003.
- Tappan Wilder: Nachwort. In: Thornton Wilder: Theophilus North. HarperCollins, New York, 2003.
- Richard Henry Goldstone: Thornton Wilder. An Intimate Portrait. Saturday Review Press/E. P. Dutton, New York, 1975.
- Lincoln Konkle: Thornton Wilder and the puritan narrative tradition. University of Missouri Press, Columbia, 2006.
- Christopher J. Wheatley: Thornton Wilder and Amos Wilder: Writing Religion in Twentieth-Century America. University of Notre Dame Press, 2011.
- Gilbert A. Harrison: The Enthusiast: a life of Thornton Wilder. Ticknor & Fields, New Haven, 1983.